# Munitionslos
Das Munitionslos ist eine Kennzeichnung für die Charge von Feuerwaffenmunition.
Nur unter exakt gleichen Bedingungen (gleicher Tag, gleiche Charge Treibmittel) geladene Munition hat später immer die gleiche Treffpunktlage. Die Nummer des Munitionsloses ist meistens auf der äußeren Verpackung, zumindest auf einem Packzettel aufgedruckt. Sportschützen und Jäger versuchen daher, jeweils Munition aus dem gleichen Los zu bekommen, denn dann müssen sie die Waffe nicht neu einschießen.